# C'est si bon (álbum)
C'est si bon es un álbum de  Arielle Dombasle grabado en 2006 para Sony Music.

## Canciones
1. "C'est Magnifique" (Cole Porter) — 3:03
2. "C'est si bon" (Betti, Hornez) — 2:52
3. "Tico-Tico" (Abreu) — 2:13
4. "Relax-ay-voo" (Cahn, Schwartz) — 2:54
5. "Dream A Little Dream Of Me" (Andre, Kahn, Schwandt) — 2:45
6. "Cheek To Cheek" (Berlin) — 2:24
7. "Que Sera, Sera (Whatever Will Be, Will Be)" (Evans, Livingston) — 2:22
8. "This Is A Fine Romance" (Fields, Kern) — 2:55
9. "Moi, J'm'Ennuie" (Burg, François) — 3:44
10. "Paris In Delight" (Beintus, Dombasle ) — 2:47
11. "South American Way" (Dubin, McHugh) — 2:17
12. "Boys In The Backroom" (Hollander, Loesser) — 2:16
13. "Darling, Je Vous Aime Beaucoup" (Sosenko) — 2:51
14. "Tenías Que Ser Tu" (Jones, Kahn) — 2:38
15. "I'm in the Mood for Love" (Fields, McHugh) — 2:50